# 最终幻想XIV：苍穹之禁城
《最终幻想XIV：苍穹之禁城》是由史克威尔艾尼克斯开发的大型多人在线角色扮演游戏（MMORPG）《最终幻想XIV：重生之境》的首部资料片，发行于Microsoft Windows、Mac OS X、PlayStation 3和PlayStation 4平台。该资料片于2015年6月23日在全球发行，于2015年11月19日于中国大陆发行。全球发行时，距离《重生之境》的发行已有将近2年，而距离夭折的初版《最终幻想XIV》的上线也已经有将近5年的时间。该资料片由吉田直树担任制作人与总监，而于初版上线后就不再继续担任工作的植松伸夫也再度回归，协助祖坚正庆共同负责该资料片的音乐。该资料片以两种方式发售：只包含《苍穹之禁城》的独立版、以及包含《重生之境》和《苍穹之禁城》的同捆版，以便玩家可以根据自己的需要选择，而于同一天发行的Mac OS X版资料片只有同捆版。
《苍穹之禁城》的剧情主要围绕着发生在伊修加德的人民和盘踞在龙堡的龙族之间的，长达千年之久的龙诗战争开展。玩家在游戏本体的最后一个版本中经历了一系列动荡，并被指责为杀人犯。经历了这些的玩家逃到了伊修加德以寻求避难，却又被卷入了结束龙诗战争，恢复人类龙族之间和平的使命当中。玩家在冒险途中，逐步揭露了龙诗战争的真相，并发现了一场蓄意隐藏真相的阴谋。该资料片开放了全新的地区，并提升了等级上限，增加了3个新玩家职业和1个可选择的种族，还增加了飞行坐骑和飞空艇，玩家可以乘坐这些载具傲游天空。
《苍穹之禁城》在发售后广受好评，还被提名为了“年度最佳资料片”。史克威尔艾尼克斯也于2015年7月宣布总玩家数量突破500万人。然而就在资料片发售之后，史克威尔艾尼克斯接收到了大量有关Mac版客户端运行时游戏性能低下的反馈，因此暂停了Mac版的出售，并对购买了Mac版的玩家进行退款。Mac版于2016年2月恢复出售。与《重生之境》相同，该资料片原先预定每三个月发布一个新的重大版本更新，不过为了给工作人员放个假，第一个重大版本“光与暗的分界”推迟到了2015年11月10日才更新。

## 玩法
《最终幻想XIV：苍穹之禁城》的玩法和任务结构大体上与游戏本体类似。如同大多数的MMORPG一样，玩家们会在一个持续不变的世界中相互协同合作，而世界会对玩家们的行动作出反应。战斗系统上的最大变化是等级上限提升到了60级，这一变化为所有战斗职业提供了5个新技能，这些新技能的出现让战斗过程发生了明显的改变。同时也推出了三个新特职职业——使用暗黑之力的防护职业暗黑骑士、以火枪作为武器的远程进攻职业机工师、运用星之力的治疗职业占星术士。这三个特职的初始等级为30级，并且分别拥有各自的特职剧情。
《苍穹之禁城》中的新地图的大小约有游戏本体的地图的三倍大。这么做是为了匹配地图大小和飞行坐骑的速度。在完成了特定任务并与地图中特定位置的风脉进行共鸣后，玩家就可以在这张地图内使用飞行坐骑，例如飞空艇等进行飞行。通过飞行，玩家可以到达一些原先无法在地面上步行无法到达的地方。同时，在部队内制造的飞空艇也可以进行云海探索以获得稀有的材料，比如在云冠群岛——玩家可以在这张开放世界地图中挑战巨大的怪物，并获得高等级的装备和战利品。
除了增加了新的迷宫和大型任务之外，《苍穹之禁城》推出了三种新的玩家对战（PvP）模式。群狼盛宴是狼狱竞技场中的4人对4人的玩家对战模式，玩家在这个模式中相互厮杀，掠夺对方被杀死后掉落的金币，最后持有金币数更多的小队获胜。与《重生之境》中的群狼困斗不同，在这个模式中玩家会自动复活，而提供攻击提升和防御提升的物品箱会周期性地在竞技场的各地刷新，物品箱内的提升物品会由优先破坏掉箱子的小队获得。在群狼盛宴的排行榜中保持较高排位的玩家会在赛季结束之后被授予特别的装备和奖杯。同时群狼盛宴也为新玩家准备了一种没有排名的8人对8人对战。除群狼盛宴外，其余的两种新对战模式都是为24人团队准备的对战，玩家可以代表自己所属的大国防联军出战，进攻其他大国防联军。尘封秘岩（阵地战）是类似夺旗的对战模式，玩家必须争夺和保护在地图上随机产生的资源点，以防被其他团队夺走。而荣誉野（碎冰战）则是一种让玩家破坏战场上的目标并获取点数的对战模式。

## 情节

### 背景和角色
《最终幻想XIV：苍穹之禁城》与游戏本体相同，发生在架空世界海德林，一个有三块大陆，多种环境与气候的世界。游戏发生的区域叫做艾欧泽亚。该资料片的背景主要聚焦在库尔扎斯的一座雪山上的城邦——伊修加德。而比起以对抗加雷马帝国为主线的《重生之境》来说，艾欧泽亚军事同盟的其他三个国家：格里达尼亚、利姆萨罗敏萨、和乌尔达哈则在资料片中出场较少。玩家也可以在资料片中探索龙族的故乡——龙堡，龙堡的其中一部分漂浮在阿巴拉提亚山脉上空的云海之中。此外，龙堡还包括萨雷安遗迹，虽然萨雷安人在第一次加雷马帝国军侵略时就已经离开了这里，但这片地区并没有就此沉寂下去，随后到来的哥布林族为这里带来了生机，他们开始在遗迹的北方兴建起了一座自由的城市——田园郡。
《苍穹之禁城》的主要冲突产生于伊修加德和被称为邪龙的尼德霍格所带领的龙族眷族之间无休止的龙诗战争。伊修加德正教一直宣称，这场千年战争的起源是因为首批精灵族迁入艾欧泽亚引发了龙族的不满。托尔丹王也声称，他自己是受到了女神哈罗妮的指示，被下令在阿巴拉提亚山脉上建造一座城市。这一侵占龙族地盘的行为激怒了邪龙尼德霍格，于是他前去攻打人类并杀死了托尔丹王。国王的儿子征龙将军哈尔德拉斯前去复仇，在他和十二骑士的率领下，人类击败了尼德霍格并夺走了他的龙眼。尼德霍格落荒而逃，而它的两只龙眼则成为了伊修加德人的战利品，由苍天龙骑士保管——苍天龙骑士是人们对受到龙眼庇佑的龙骑士的称呼。从这之后，尼德霍格就开始不断地对伊修加德及其人民进行侵扰。直到今天，这样的战争起源的说法仍被托尔丹七世领导的伊修加德正教传诵，耳濡目染着伊修加德的人民。
长年的战争造成了伊修加德政权的严重的闭关锁国，这种孤立主义的想法甚至渗透到了伊修加德的人民当中。伊修加德退出了艾欧泽亚第一次军事同盟，并拒绝参与第二次的同盟，只一心专注在自己国家的征战上。闭关锁国的危害甚至开始在国内暴露，伊修加德热衷于迫害自己国内的“异端者”，即那些被指控与龙族交好或同情龙族的人。在资料片开启的前夕版本中，潜伏了一段时间的尼德霍格突然发出了一声巨大的龙啸，召集了龙族准备再次开始进军伊修加德。而玩家所扮演的冒险者——因在之前击退了加雷马帝国的侵略而被誉为光之战士，接受了来自神殿骑士团总骑士长艾默里克的请求，前赴通往伊修加德的大审门成功地抵御了龙族对伊修加德的攻击。然而就在凯旋而归后，冒险者意外地在乌尔达哈举行的庆功宴上卷入了一场政变，并因被指控毒杀女王而被追捕。在不得已之下，落难而逃的冒险者与拂晓血盟仅存的幸存者——阿尔菲诺和塔塔露一同逃往了伊修加德以寻求避难。这一声龙啸为冲突的双方带来了改变——艾默里克和福尔唐家的埃蒙德伯爵以援助战争为借口，首次为外来者打开了长年闭锁的伊修加德城门。同时，冰之巫女增长了自己所掌控的异端者势力的力量，而现任苍天龙骑士埃斯蒂尼安也开始了前去讨伐宿敌——邪龙尼德霍格的道路。

### 剧情
《最终幻想XIV：苍穹之禁城》的剧情在光之战士与阿尔菲诺和塔塔露真正进入到伊修加德城内之时正式开始，他们一进城就被邀请到了福尔唐家的宅邸。福尔唐家在龙诗战争时，仍对外来者抱有希望，这种富有远见的态度给人们留下了深刻的印象。在简短地帮助了福尔唐伯爵的两个儿子阿图瓦雷尔 和埃马内兰的与龙族交战的工作之后，玩家再次被派遣去抓捕冰之巫女。而玩家经过数次深入龙堡地区的游历，与同行的阿尔菲诺、埃斯蒂尼安、以及冰之巫女伊塞勒之间逐渐建立起了深深的羁绊。在一路上，他们一行人一同挑战了形似昆虫的骨颌族信奉的蛮神罗波那，以及尼德霍格的妻子刁曼。登上翻云雾海后，他们还觐见了与尘世幻龙的七子之一，被称为圣龙的赫拉斯瓦尔格。在这里，他们终于找到了龙诗战争的真相。
原来，龙诗战争真正的起源要追溯到远古之时，龙王尘世幻龙带着七颗龙蛋来到海德林，准备繁衍第一代后代，这些后代被称为七大天龙。七大天龙飞往海德林的各处定居，其中赫拉斯瓦尔格、拉塔托斯克、和尼德霍格定居在了艾欧泽亚。首批迁入艾欧泽亚的精灵族曾遇到过这些巨龙，但由于尼德霍格曾亲眼目睹自己的兄弟巴哈姆特被亚拉戈帝国所囚禁，因此对这些人类并不信任。不过，一个名叫希瓦的人类女孩的出现改变了这个现状。希瓦与赫拉斯瓦尔格陷入了爱河，这一举动化解了人龙两方之间的隔阂，促成了一段短暂的和平。奈何人类的寿命相比龙族太过短暂，为了跨越年龄的界限，也为了让两人能够永远在一起，希瓦允许赫拉斯瓦尔格吞下她。然而在一次偶然中，人类得知了龙族的龙眼拥有着巨大的力量，贪婪的托尔丹一世为了获得这巨大的力量，背叛了龙族的信任，与他的骑士们共谋杀害了拉塔托斯克，吃下了她的两只龙眼获得了强大的力量。所以这才是尼德霍格不断进攻伊修加德的真正理由——为了对托尔丹的后代进行永无止尽的复仇。
得知了这些的光之战士一行人回到了伊修加德找教皇对峙，教皇托尔丹七世承认了自己篡改历史、隐瞒历史真相的行为。面对众人的不解，教皇解释道，如果谎言被戳破，那些世世代代为伊修加德献身的将士们的死将会变得毫无意义，所以他作为教皇只能继续维持这延续了千年的谎言。同时教皇也将前往魔大陆阿济兹拉寻求无尽的力量。魔大陆阿济兹拉是古代亚拉戈帝国为囚禁三斗神而建造的人工浮空岛，三斗神是第三星历时具有强大力量的三个蛮神。在吸收了三斗神的力量之后，托尔丹打算以千年来伊修加德人民的信仰作为力量，把自己变为蛮神，从而用强大的力量终结龙诗战争。随即赶来的光之战士消灭了发狂的教皇，而艾默里克总骑士长通过表明自己是教皇私生子的身份，替代了教皇成为了伊修加德的代理管理者。至此，虽然和平还没有完全恢复，但伊修加德还是重新加入了艾欧泽亚军事同盟。
在下一章“光与暗的分界”中，光之战士和阿尔菲诺一行人开始重新寻找拂晓血盟其他下落不明的成员。他们听说有一个很像是桑克瑞德的人出没在龙堡附近，便前去了解情况，不料却偶然遇见了另一伙自称为暗之战士的冒险者们。在双方对峙一段时间之后，桑克瑞德及时赶到并解救了光之战士一行人。与此同时，由于艾默里克决定恢复人族与龙族的和平，引起了国内民众的不满，因而伊修加德全城上下开始发生暴动。龙堡的巨龙维德弗尼尔赶到并解救了一名险些被暴动者杀害的人类儿童，从而平息了这场暴动。
在“命运的齿轮”中，拂晓血盟开始寻找仍下落不明的盟主敏菲利亚。光之战士想方设法接触到了敏菲利亚，但虚弱的她却已经被海德林母水晶吸收，成为了行星的代言人。与此同时，艾默里克召开了集会，宣布他想要通过和平的方式而不是通过暴力来结束龙诗战争。维德弗尼尔也代表龙堡的龙族前来参会，同意了伊修加德的人民对于和平共处的提议。然而很快，附身在苍天龙骑士埃斯蒂尼安身上的邪龙尼德霍格突然出现在会场，打破了这刚刚缔结不久的和平。在尼德霍格离开之前，他向人们宣告，他将会对伊修加德发动最后的进攻，结束龙诗战争。
在“绝命怒嚎”中，光之战士、艾默里克与阿尔菲诺争分夺秒地寻找对抗邪龙尼德霍格的方法。他们找到了尼德霍格的兄弟，赫拉斯瓦尔格以寻求帮助。三人在通过了圣龙的考验后，赫拉斯瓦尔格同意了他们的要求，与光之战士一同前往伊修加德与尼德霍格进行最终的决斗。最终，吸收了赫拉斯瓦尔格的龙眼之力的光之战士终于打败了邪龙尼德霍格，而埃斯蒂尼安终于从尼德霍格的控制中解脱，龙诗战争也真正地宣告了结束。战后，艾默里克把伊修加德的政体从以教皇为最高权利阶层的教皇制转变为了以平民和贵族共同决策的共和制，平民和贵族分别掌管下议院和上议院。在剧情的最后一幕中，埃德蒙·德·福尔唐伯爵写下了他回忆录的最后一页，起名为“苍穹之禁城”，而游戏中龙诗战争部分的主线剧情则正是由这本回忆录所讲述。

## 开发
开发团队在《最终幻想XIV：苍穹之禁城》发布的一年多以前，就已经开始策划资料片以及将剧情引入该资料片的前几个版本了。游戏的制作人和总监吉田直树在确定资料片的主题时，曾在“海洋”和“天空”两个主题之间徘徊不定，不过最后还是选择了以天空作为主题。在从游戏本体的开发过度到资料片的开发时，每个项目都会被详细列出和分类，以避免开发者们把两个正在同时开发的项目搞混——比如两个不同的迷宫。开发团队首先罗列出了现有的设定和伊修加德地区的特点，然后开始扩展这些内容。在扩展这些内容的时候，英语本地化总监Michael Christopher Koji Fox甚至为龙族创造了一门语言，在2010年的游戏初版还在进行开发时，他就已经开始创造这门语言了。资料片的首次公布是在2014年10月份举办的“最终幻想XIV粉丝节2014”（Fan Festival 2014）上。而有关资料片的更多细节则在伦敦和东京举办的两次粉丝节上公布，包括3个新特职、1个可选择种族、以及新大型任务。在粉丝节上吉田还透露，为了让欧洲的玩家在游戏时有更好的网络连接，他们特意在欧洲新设置了一个数据中心，同时也提供了一套游戏内的外观装备供购买。
与《重生之境》不同，《苍穹之禁城》的剧情是完全原创的，而并非受启发于其他《最终幻想》系列的作品。正因如此，一些现实事件影响到了《苍穹之禁城》的剧情创作，比如世界上的宗教冲突、以及认识“历史是由人书写的”的重要性。开发团队选择了让新玩家在开始《苍穹之禁城》的剧情之前必须先完成《重生之境》的剧情，这是因为《重生之境》的剧情提供了玩家在《苍穹之禁城》中行动的必要动机。吉田把《苍穹之禁城》比作是“一个电视剧的第二季”，并补充道：“你不会从第二季开始看一个电视剧，因为如果你不看第一季，你甚至不知道现在在讲什么。”开发团队也为新玩家做了一些调整，以便于这些新玩家可以“用快进功能看第一季”，这些调整包括增加任务经验、为主线剧情任务增加装备奖励、以及减少进入资料片前需要经历的较为困难的过程。但中国大陆版的《苍穹之禁城》为玩家提供了付费直接跳过《重生之境》剧情的选择，以迎合中国国内快餐游戏盛行的口味，这一行为让玩家褒贬不一。不过吉田也提到，未来的资料片可能不一定必须完成以前的剧情才能进入。
《苍穹之禁城》的Mac OS X版客户端在资料片2015年6月23日上线时首次开放。客户端的移植工作由TransGaming公司负责。与主机平台和Microsoft Windows PC平台的资料片不同，Mac版只以包含了游戏本体和《苍穹之禁城》的同捆版的形式发行，标题为《最终幻想XIV Online》。现有的其他平台的玩家，包括在Mac电脑上使用Boot Camp运行Windows系统的玩家，都可以购买这个同捆版在以Mac系统上使用原生的Mac客户端进行游戏。不过就在2015年的7月3日，由于史克威尔艾尼克斯接收到了大量有关Mac版客户端运行时游戏性能低下的反馈，因此暂停了Mac版的出售，并对购买了Mac版的玩家进行退款。吉田意识到，Mac版的性能低下问题可能是因为游戏从微软公司的专利图形渲染库DirectX转移到OpenGL时遇到了困难，同时也因为公布了错误的游戏最低配置需求才导致，这两个问题都是由于为了赶上资料片的上线，开发日程过于紧迫才出现。在新一轮的测试和优化后，Mac版客户端于3.2版本的上线的同一天，2016年2月23日恢复发售。
该资料片的另一项重要提升是游戏支持了DirectX 11。DirectX 11版本的游戏有了更好的水面物理效果，水面的光的折射和反射、和超越了DirectX 9的光影和材质质量。此外，新的客户端对图形处理器的负担更小，因此可能会有提高帧率的效果。不过，开发团队目前还没有将游戏提升到支持DicrectX 12的计划。而对于主机版来说，开发团队决定在《苍穹之禁城》系列结束前继续支持对PlayStation 3版客户端的支持。吉田计划在游戏的第二个资料片时，重新评估PlayStation 3玩家人群数量以决定是否继续支持。
在《苍穹之禁城》系列的后续版本中，新增了两种新的战斗玩法分类：包括探索任务和深层迷宫。探索任务设计的初衷是为了模拟“第一代”MMORPG，在“第一代”MMORPG中，玩家会在一片地图上讨伐刷新机制不明的强大怪物。同时，探索任务填补了游戏在大型多人参与的大规模战斗玩法上的空白。可惜的是，由于战斗机制过于简单、循环玩法过于重复、战利品掉落过于随机而不依靠战斗贡献，因此它在上线时并没有收到很好的评价。深层迷宫则是一种roguelike的随机生成副本，它在开发时受到了《陆行鸟不可思议迷宫》的启发。吉田在设计时想要让老玩家可以更快地和新手玩家一起组队游玩，因此在进入深层迷宫时，角色的等级会被临时重置为1级，而在一开始的50层中玩家的等级会迅速升到最高。深层迷宫的第一部分看起来更像是简单的休闲内容，但若想要到达200层，对于硬核玩家来说也是一项具有难度的挑战。

### 版本更新
开发团队计划每三个月发布一次重大版本更新。每个版本都包括一段主线剧情的续篇和新的大型任务、新功能、讨伐歼灭战、以及迷宫。重大版本更新之间的小版本更多注重更新游戏质量。与《重生之境》一样，《苍穹之禁城》也计划推出5个重大版本更新，对于下个资料片的初步规划也已经开始。 
| 版本 | 标题         | 全球上线日期                | 大陆上线日期   | 主要内容                                                                                                   |
| ---- | ------------ | --------------------------- | -------------- | --- |
| 3.0  | 苍穹之禁城   | 2015年6月23日               | 2015年11月19日 | 亚历山大机神城：启动之章。                                                                                 |
| 3.1  | 光与暗的分界 | 2015年11月10日              | 2015年3月24日  | 玛哈之影：魔航船虚无方舟、圆桌骑士幻想歼灭战、云冠群岛探索、萌宠之王。                                     |
| 3.2  | 命运的齿轮   | 2016年2月23日               | 2016年7月13日  | 亚历山大机神城：律动之章、萨菲洛特歼灭战与歼殛战、群狼盛宴、初学者学堂与指导者系统。                       |
| 3.3  | 绝命怒嚎     | 2016年6月7日                | 2016年10月25日 | 玛哈之影：禁忌城邦玛哈、尼德霍格征龙战与传奇征龙战、水城宝物库、深层迷宫：死者宫殿、荣誉野（碎冰战）。     |
| 3.4  | 灵魂继承者   | 2016年9月27日               | 2017年2月7日   | 亚历山大机神城：天动之章、索菲娅歼灭战和歼殛战、深层迷宫：死者宫殿拓展、冒险者分队、个人决斗、公寓。       |
| 3.5  | 命运的止境   | 2017年1月17日 2017年3月28日 | 2017年6月6日   | 玛哈之影：影之国、祖尔宛歼灭战和歼殛战、跨服务器招募队员、新云冠群岛探索、群狼盛宴新地图、改变召唤兽外形。 |

### 音乐
祖坚正庆在《最终幻想XIV：苍穹之禁城》的超过50首配乐中负责创作了绝大部分，同时他作为音响总监还负责了音响工作。另一方面，《苍穹之禁城》还标志着植松伸夫在2010年初版《最终幻想XIV》发布之后首次回归《最终幻想》系列的配乐工作。植松伸夫为资料片创作了主题曲《龙诗》（Dragonsong），而祖坚将这首歌旋律贯穿在了剧情中，使这段旋律在游戏的各个地方反复出现。游戏初版主题曲的演唱者Susan Calloway也在资料片中继续担任了主题曲的演唱。祖坚强调说，音乐与剧情的联系在作曲的过程十分重要，这关系到是否能提高玩家的游戏体验。他还说，《苍穹之禁城》的主线剧情中一些较为“黑暗”的部分也体现在了他所作的曲子中。
《苍穹之禁城：最终幻想XIV原声音乐集》（Heavensward: Final Fantasy XIV Original Soundtrack）是收录了资料片的3.0-3.1版本配乐的音乐集。这张专辑于2016年2月24日由史克威尔艾尼克斯发行，收录于Blu-ray光盘中，光盘中还附赠一段由祖坚正庆出演的记录介绍音响工作过程的纪录片。专辑的初回版附赠游戏内宠物“迷你吉尔伯特”，吉尔伯特是《最终幻想IV》中的一个角色。另外，在2015年9月至11月间先于专辑发布的《最终幻想XIV：苍穹之禁城 -EP-》（Final Fantasy XIV: Heavensward -EP-）的Vol.1至Vol.3收录了该专辑中的16首曲子。

## 评价
在《最终幻想XIV：苍穹之禁城》发行之前，评论家和测评者们曾认为该资料片将会是《最终幻想XIV》系列的风向标——这取决于它是会把从《重生之境》开始重启的好势头延续下去从而一路走高，还是会停滞不前而进一步损害整个系列。不过，在发行后该资料片的PC版和PlayStation 4版在Metacritic网站上的评价反馈是“广泛认为不错”，两个平台的评价分别有14条和20条。在发售的首周，《苍穹之禁城》的PlayStation 3和PlayStation 4版在日本共计卖出了47000份，在日本单周游戏销量排名第三。
该资料片获得好评的焦点之一是它的剧情。GameSpot的Pete Davison说，剧情中的有关种族主义的主题、对宗教教义的发问、以及登场人物充满戏剧性的发展深深地吸引了他，尤其是冰之巫女伊塞勒的剧情，他把这段剧情称作是“系列中最令人难忘”的一段剧情。IGN的Leif Johnson也有类似的感受，他甚至称赞说“《苍穹之禁城》的剧情是《最终幻想》系列在近十年中最为出色的”。USgamer的Mike Williams对游戏的制作团队在支线任务上的用心和细心，以及本地化团队在幽默的表达上做出的贡献表达了由衷的感谢。
许多媒体对在游玩《苍穹之禁城》之前必须完成《重生之境》所有的主线剧情的要求发表了评论。Davison争辩说，对于一个以剧情为主的MMORPG来说，这个设定合情合理，同时他也赞同为了让新玩家能够更轻松地完成这个过程而对任务进行调整的做法。GamesRadar的Daniella Lucas也同意这个做法，并说道：“如果跳过《重生之境》，则会毁掉这个扣人心弦的故事”。Johnson理解剧情铺垫的重要性，但也批评了新特职必须要在完成《重生之境》的剧情后才能解锁的做法。
评论家们赞许地将资料片中新加入的飞行玩法与《魔兽世界：燃烧的远征》进行了对比。RPGFan的Mike Salbato称赞了玩家需要先通过步行探索地图来解锁飞行权限的做法。Williams同意这个观点，并认为这样的做法很好地保留了探索世界的新鲜感和好奇感。Lucas和Davison则认为这个设计有好有坏，但最终还是同意开发团队的这个决定。不过他们都同意广阔的新地图是游戏的一大亮点，RPGamer的Adriaan den Ouden更是印象深刻地说：“只是单单注视着那些壮丽的景色，就让人觉得惊艳。”
Johnson对资料片后半段升级过程中卡等级的行为持反对态度。与其去和一群莫古力玩捉迷藏以完成数量众多且“无聊的”的填充任务，他选择去刷练级迷宫来度过这段漫长的升级道路。Williams和Salbato在游戏升级过程的中段也体验到了类似的发展迟缓的时期。和《重生之境》类似，《苍穹之禁城》依旧对主机平台提供了强大的功能和手柄支持。Lucas一直表示《最终幻想XIV》是主机平台上最棒的MMORPG，不过她也告诉玩家，PlayStation 3版的玩家可能要比PlayStation 4版的玩家等待更长的加载时间。
综上所述，对《苍穹之禁城》的各种评论表明了评论者们对游戏的前进方向的肯定和信心。Digital Spy的Mark Langshaw总结道：“这部资料片回馈了那些在2010年失败的初版上线后仍对《最终幻想XIV》抱有希望的人，《苍穹之禁城》为他们交出了一份满意的答卷。”